# X射线荧光光谱仪

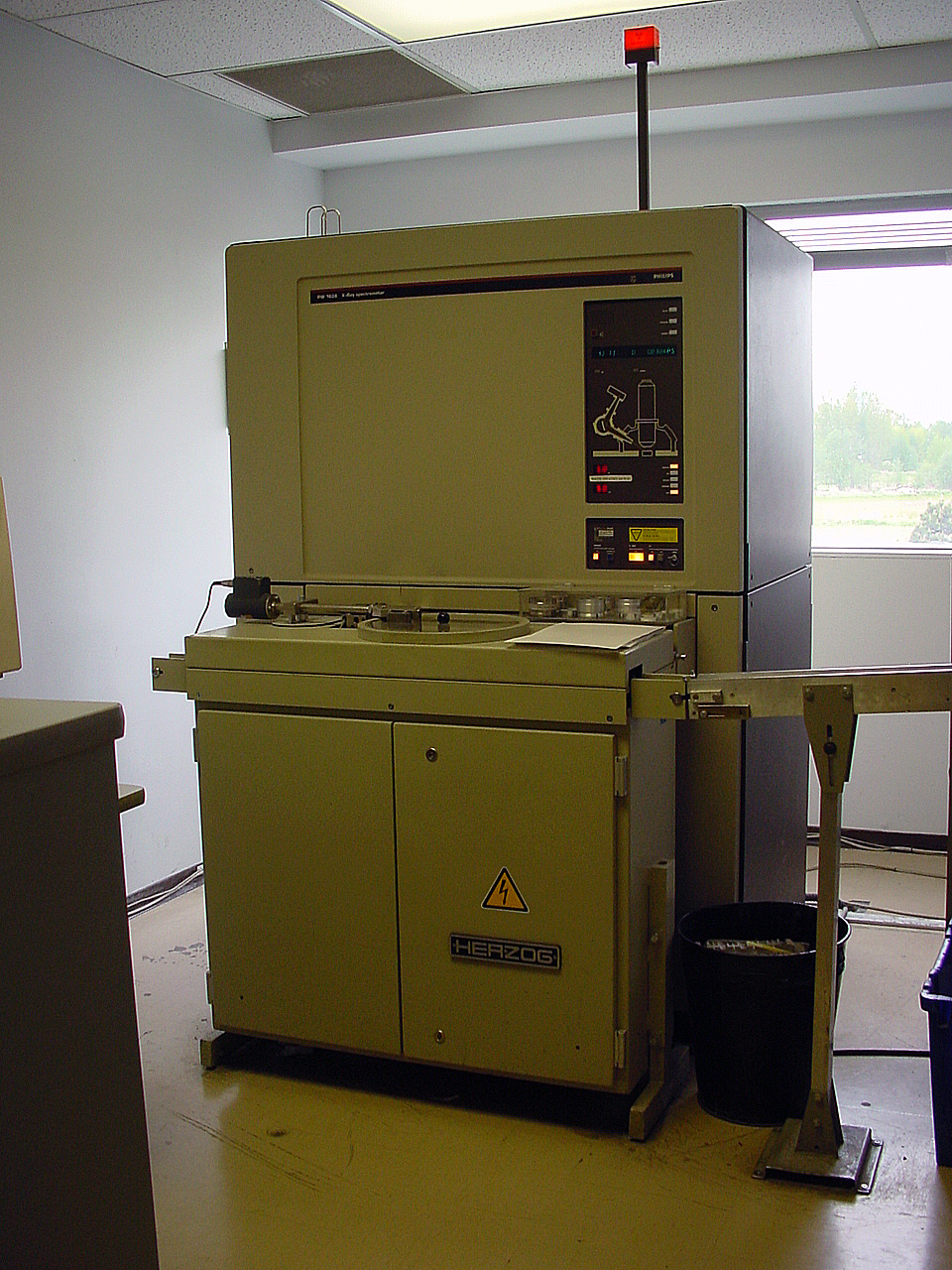
水泥厂品質控制实验室中的飞利浦 PW1606 X射线荧光光谱仪，带有样品自动化样品进料

X射線荧光光谱儀（X-ray Fluorescence Spectrometer，簡稱：XRF光谱儀），是一種快速的、非破壞式的物質測量方法。X射线荧光（X-ray fluorescence，XRF）是用高能量X射线或伽玛射线撞擊材料时激发出的次级X射线。这种现象被广泛用于元素分析和化学分析，特别是在金属，玻璃，陶瓷和建材的调查和研究，地球化学，法医学，考古学和艺术品，例如油画和壁画。

## 使用型態
XRF 用 X光或其他激發源照射待分析樣品，樣品中的元素之內層電子被擊出後，造成核外電子的躍遷，在被激發的電子返回基態的時候，會放射出特徵 X 光；不同的元素會放射出各自的特徵 X 光，具有不同的能量或波長特性。檢測器(Detector)接受這些 X 光，儀器軟體系統將其轉為對應的信號。這一現象廣泛用於元素分析和化學分析，特別是在研究金屬，玻璃，陶瓷和建築材料，以及在地球化學研究、法醫學、電子產品進料品管（EU RoHS）和考古學等領域，在某種程度上與原子吸收光譜儀互補，減少工廠附設的品管實驗室之分析人力投入。

## X射線荧光的物理原理
當材料暴露在短波長 X 光檢查，或伽瑪射線，其組成原子可能發生電離，如果原子是暴露於輻射與能源大於它的電離勢，足以驅逐內層軌道的電子，然而這使原子的電子結構不穩定，在外軌道的電子會“回補”進入低軌道，以填補遺留下來的洞。在“回補”的過程會釋出多餘的能源，光子能量是等于兩個軌道的能量差異的。因此，物質放射出的輻射，這是原子的能量特性。

## X射線荧光光譜法在化學分析
主要使用 X 射線束激發荧光輻射，第一次是在 1928 年由格洛克爾和施雷伯提出的。到了現在，該方法作為非破壞性分析技術，並作為過程控制的工具，广泛应用于採掘和加工工業。原則上，最輕的元素，可分析出鈹（z = 4），但由於儀器的局限性和輕元素的低 X 射線產量，往往難以量化，所以針對能量分散式的X射線荧光光谱儀，可以分析從輕元素的鈉（z = 11）到鈾，而波長分散式則為從輕元素的硼到鈾。

## 参阅
- 发射光谱
- 穆斯堡尔效应，γ射线的共振荧光